# Iglesia de Nuestra Señora de la Asunción (Filipinas)
La Iglesia parroquial de Nuestra Señora de la Asunción, conocida habitualmente como la Iglesia de Santa María es una iglesia católica ubicada en el municipio de Santa María en la provincia de Ilocos Sur en las Filipinas.
La iglesia fue incluida en el Patrimonio de la Humanidad de la UNESCO el 11 de diciembre de 1993 como parte de las iglesias barrocas de las Filipinas, un grupo de iglesias barrocas época española.
Las iglesias de Santa María es un foco de atracción tanto para los turistas como para los católicos en Ilocos Sur. No sólo es un recuerdo de cuatro siglos de dominación española en la zona, sino que también es una estructura única con un diseño arquitectónico diverso de ladrillos y argamasa. Fue construida en lo alto de una colina, a modo de atalaya y ciudadela, siendo también centro religioso durante la primitiva administración de la región tanto por los curas como por los soldados de España.

## Historia
La parroquia de Santa María comenzó como una iglesia delegada (visita) de Narvacan, su viuda vecina al norte, en 1567. La llegada de colonos después de la total conquista de la región de Ilocos por los españoles incrementó grandemente la población de Santa María. La capilla se convirtió en un ministerio independiente en 1769 y se dedicó a la Virgen María representada como Nuestra Señora de la Asunción. Además del progreso económico, se ampliaron las misiones evangélicas. La misión en Santa María, ubicada en una llanura estrecha entre el mar y la cordillera central de Luzón, cercana a los asentamientos interiores, hicieron de Santa María el centro de las actividades religiosas y comerciales.
Según la leyenda, antes de que se construyera la iglesia de Santa María en su lugar actual, la Virgen María era venerada en un lugar diferente llamada Bulala.  La Virgen desaparecía con frecuencia de ese lugar y se la encontraba posaba en un árbol de guayaba que crecía donde se encuentra la actual iglesia, lo que dio pie a que los ciudadanos trasladaran la iglesia a su ubicación actual.
La construcción de la iglesia actual empezó en 1765.  En 1810, se construyó el campanario durante la renovación de la iglesia y la dotó de una campana al año siguiente. Durante la renovación del conjunto de la iglesia en 1863, se construyó un muro protector alrededor de los lados de la colina.  Después de que se remodelara la torre de la iglesia ese mismo año, su cimentación debió asentarse gradualmente haciendo que la estructura se inclinase ligeramente, como se la ve hoy. El convento se renovó de manera importante en 1895.
Muchos extranjeros que viajaban al norte y veían la iglesia se quedaban muy impresionados por su tamaño y el lugar en que se encuentra, llamando a la iglesia catedral. Henry Savage Landor, un pintor inglés, escritor y explorador que visitó las Filipinas en 1900, dijo:

«En Santa Maríse encuentra una iglesia de lo más pintoresca, a la que se llega por una impresionante cantidad de escalones. Un enorme convento se alza junto a la iglesia, sobre una terraza a unos 24 metros sobre la plaza. Hay una serie de edificios de ladrillos, escuelas y una oficina, que deben haber sido muy hermosos pero que se están desmoronando, las calles están dominadas por las ovejas, las cabras y los cerdos. Una gran cantidad de terreno nivelado estaba ahora bien cultivada en arrozales y cruzándola hay una carretera de unos cuatro metros y medio de ancho, bien cubierta de metal y con una superficie arenosa. Los barrios y las casas se diseminaban alrededor de la llanura.»

## Diseño
A diferencia de otras ciudades urbanas en las Filipinas, que se adaptan a la costumbre española de ubicarlas en la plaza central, la iglesia y el convento de Nuestra Señora de la Asunción en Santa María se sitúan en una colina rodeadas de un muro defensivo por todos los lados como una fortaleza. A la iglesia se llega por una escalera de 85 escalones de roca granítica. La gran escalera de tres tramos lleva a un patio en frente de la puerta de la iglesia desde donde se tiene una impresionante vista de las llanuras inferiores y de la ciudad de Santa María.  Una carretera estrecha que viene de la parte trasera de la iglesia lleva también al patio pero solo se usa en ocasiones especiales. 

### Fachada
La fachada de ladrillo tiene un amplio portal con tres ventanas. Los arcos de entrada están flanqueados por un par de pilastras rectangulares dividiendo la fachada en tres planos bien definidos. Toda la fachada están entonces enmarcada en los lados por contrafuertes circulares que tienen en lo alto pináculos semejantes a urnas.
Un frontón abierto en la fachada superior tiene en lo alto una pequeña cúpula. La forma curvilínea del frontón sirve como un gracioso acabado para el movimiento hacia arriba de las pilastras y la entrada en arco.

### Nave
La iglesia sigue el plan filipino estándar con la fachada enfrente de un edificio de nave única rectangular. La iglesia mide alrededor de 99 m de largo y 22,7 m de ancho. Las gruesas paredes exteriores tienen entradas laterales delicadamente talladas con pocas aberturas. El lado este y el oeste están reforzados por trece enormes contrafuertes rectangulares que son típicos de la arquitectura barroca en zonas de terremotos. Los primeros contrafuertes del frente están adornados por un enorme relieve narrando cómo la imagen de la Virgen fue encontrada en lo alto de un árbol. El relieve se ve sólo cuando se desciende de la escalera frontal. El contrafuerte de la mitad del muro oriental (trasera) está construido como una escaleras para fácil mantenimiento del tejado cuando el tejado de paja era la norma en las iglesias de Filipinas, antes de la llegada de las láminas onduladas. El tejado de lámina ondulada se prefiere a la teja en las zonas de actividad sísmica.

### Campanario
El campanario es un cuerpo exento, construido separado de la iglesia y no paralelo a la fachada, sino situado alrededor de un tercio del muro desde el frente. La torre octagonal, de cuatro plantas, fue construida ancha, con cada nivel estrechándose conforme gana altura, lo que es típico de las iglesias barrocas de las zonas con terremotos. La planta superior está cubierta de una cúpula que a su vez está rematada por una cupulilla, rematada por una cruz. Las paredes ciegas alternan con paredes con ventanas. Otros elementos decorativos, como pilastras únicas, pináculos y balaustradas indican que esta forma es posterior. Un reloj en el tercer nivel queda frente a la escalera, para que lo vean los parroquianos.

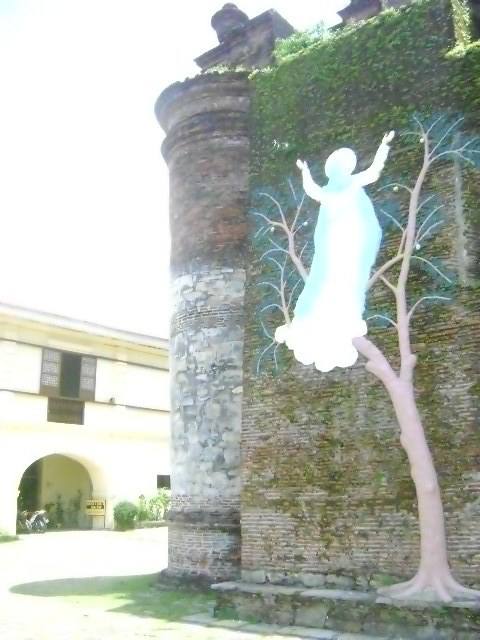
El relieve de Nuestra Señora de la Asunción sobre un árbol en el primer contrafuerte del frente
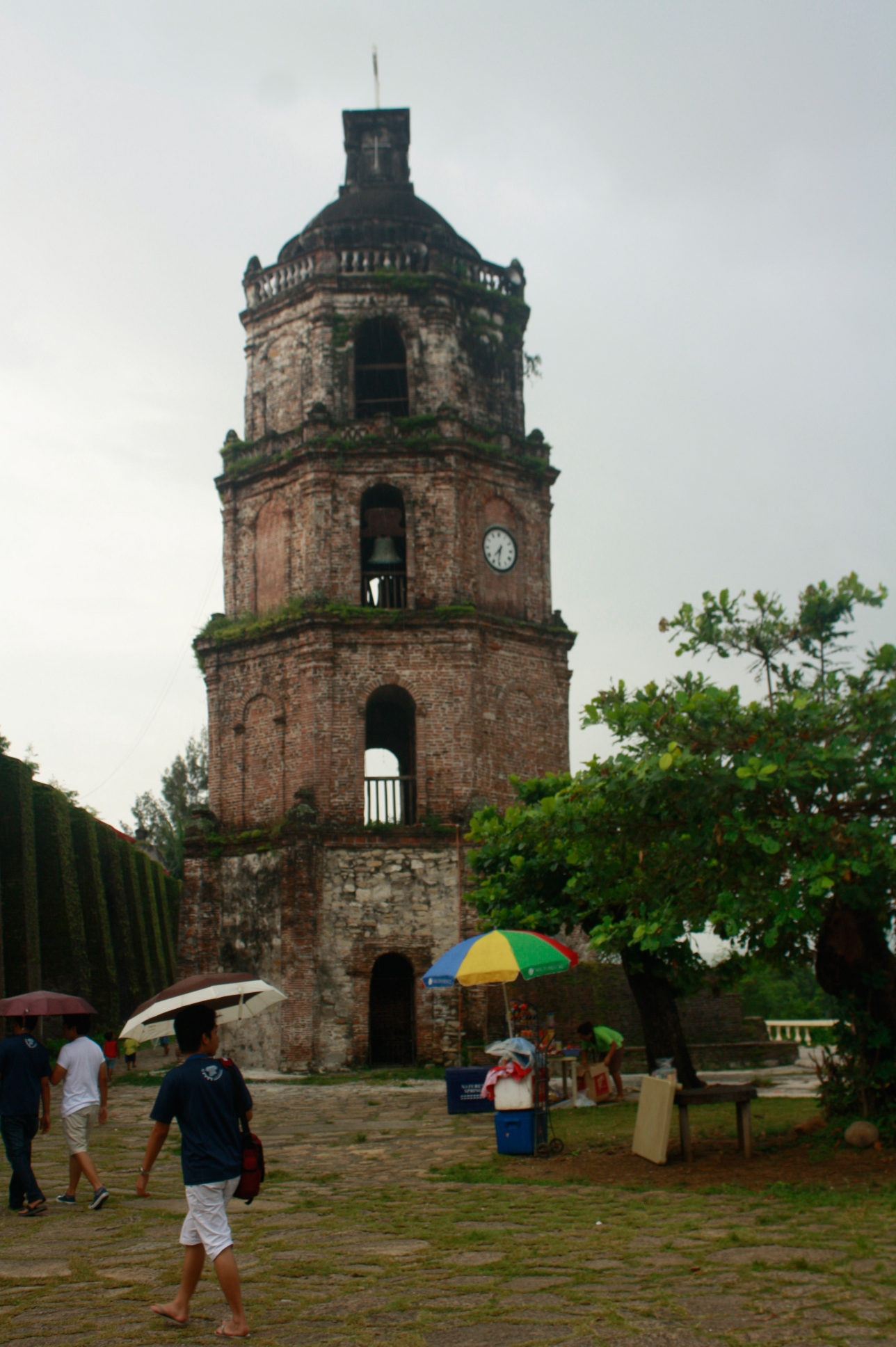
El campanario con forma de pagoda
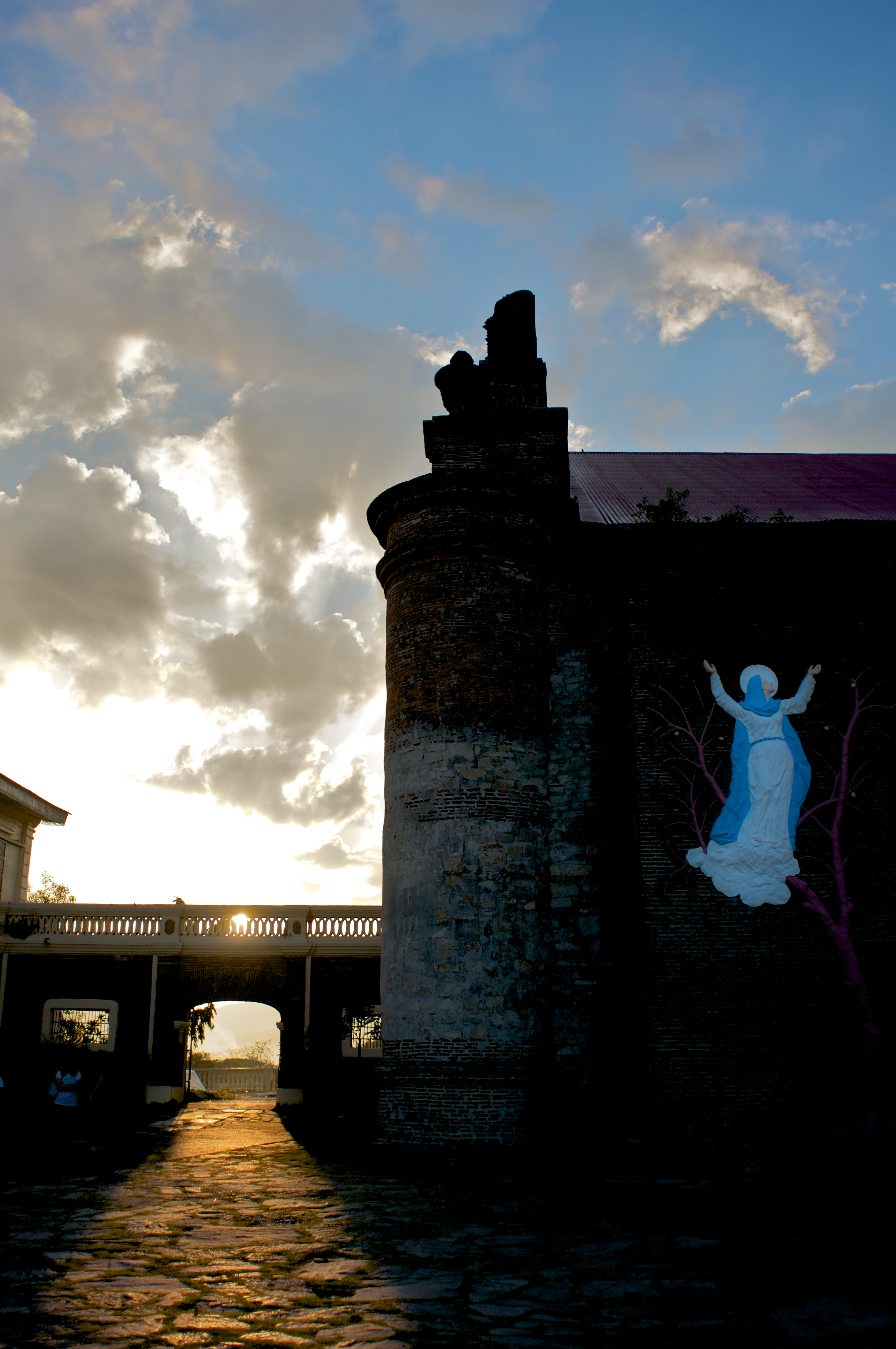
Pasarela peatonal que conecta el convento con la iglesia
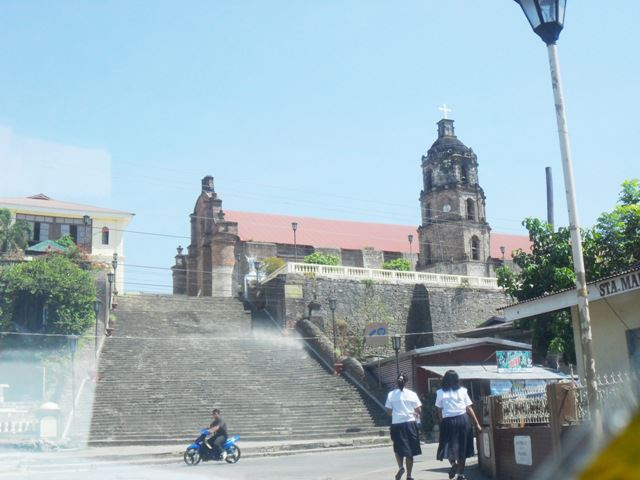
La escalera que lleva al patio de la iglesia

### Convento
Enfrente de la iglesia se encuentra el convento, bloqueando parcialmente la vista frontal de la fachada de la iglesia de Santa María. La ubicación del convento en frente de la iglesia y no a un lado es otra característica inusual del edificio, posiblemente obligado por la estrecha colina en la que se encuentra. Es accesible desde la iglesia por un paso peatonal elevado en piedra. En los primeros días de la colonización, el convento fue la sede de la administración eclesiástica así como la casa de los clérigos. Bajo el paso peatonal elevado hay una puerta que lleva al patio trasero con una vista imponente del campo en la parte de atrás.

### Cementerio
Otra amplia escalera, muy parecida a la del frente, baja al patio a través de una pasarela petonal de ladrillo que lleva a un viejo cementerio abandonado con plantas perennes. Dentro de la valla de ladrillo del cementerio circular están las ruinas de una vieja capilla de ladrillo y antiguos cementerios.

## Monumento histórico nacional
El Instituto Histórico Nacional (hoy la Comisión Histórica Nacional de Filipinas) instaló un letrero cerca de la puerta de la iglesia de Santa María después de las órdenes ejecutivas números 260 el 1 de agosto de 1973, 376 el 14 de enero de 1974 y 1515 el 11 de junio de 1978 declarando que las iglesias de Santa María es un Monumento histórico nacional.

## Imagen de Nuestra Señora de la Asunción

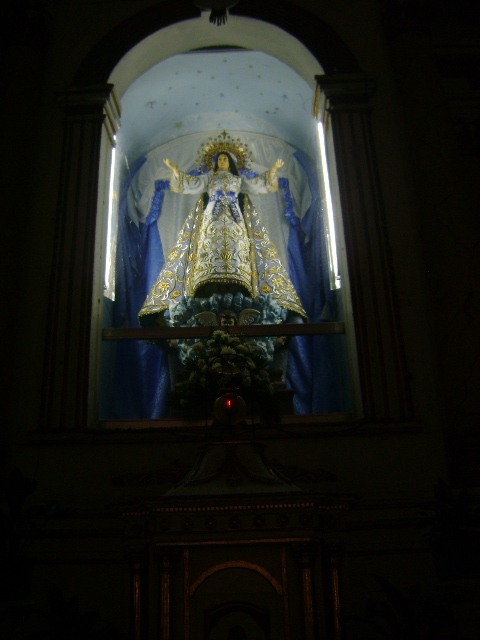
Imagen de la Virgen.

La estatua de la Virgen está realizada en madera, en un ornamentado estilo escultural con cara y manos de marfil. Tiene 112 cm de alto. Sus manos se encuentran extendidas y su cabeza mira hacia arriba mostrando su asunción al cielo. Su capa azul está decorada con diseños florales de plara y su vestido blanco está bordado con un motivo de oro. Se alza sobre un pedestal de nubes rodeado por cabecitas de ángeles. Esta imagen con su vestido enjoyado se mantenía en un cofre de madera tallado que se cree que se usó para la carga de un galeón. Se celebra su fiesta el 15 de agosto.